# Санта Марија а Марчола (Фиренца)
Санта Марија а Марчола је насеље у Италији у округу Фиренца, региону Тоскана.
Према процени из 2011. у насељу је живело 53 становника. Насеље се налази на надморској висини од 285 м.